# بلدة مابل ريدج (مقاطعة ألبينا)
مابل ريدج، مقاطعة ألبينا (بالإنجليزية: Maple Ridge Township, Alpena County, Michigan)‏ هي بلدة تقع بولاية ميشيغان في الولايات المتحدة. تبلغ مساحتها 139.4 (كم²)، وترتفع عن سطح البحر 217 م، بلغ عدد سكانها 1690 نسمة في عام تعداد الولايات المتحدة 2010 حسب إحصاء مكتب تعداد الولايات المتحدة وتصل الكثافة السكانية فيها 12.6 نسمة/كم2.

## وصلات خارجية
- The US50 - Cities and Towns in Michigan State
- Michigan Cities and Towns, Facts, Map, Flag, Colleges, Government, and More